# 羅元吉
羅元吉（1437年—？），字大昌，山西太原府榆次縣人，民籍。明朝政治人物。進士出身。

## 生平
天順三年（1459年）己卯科山西鄉試第一名。成化五年（1469年）乙丑科會試第一百四十名，殿試登進士第三甲第一百一十四名。二十二年官汝寧府知府。

## 家族
曾祖父羅希祖。祖父羅資，曾任典史。父亲羅清。